# Oisy (Nord)
Oisy ist eine französische Gemeinde mit 695 Einwohnern (Stand: 1. Januar 2022) im Département Nord in der Region Hauts-de-France. Sie gehört zum Gemeindeverband Valenciennes Métropole, zum Arrondissement Valenciennes und zum Kanton Aulnoy-lez-Valenciennes.

## Geografie
Die Gemeinde Oisy liegt im Regionalen Naturpark Scarpe-Schelde, etwa fünf Kilometer westlich von Valenciennes. Umgeben wird Oisy von den Nachbargemeinden Bellaing im Norden, Hérin im Osten, Wavrechain-sous-Denain im Süden und Südwesten, Denain im Südwesten sowie Haveluy im Westen.

## Bevölkerungsentwicklung
| Jahr                       | 1962 | 1968 | 1975 | 1982 | 1990 | 1999 | 2006 | 2013 | 2020 |
| Einwohner                  | 310  | 402  | 413  | 451  | 462  | 471  | 502  | 589  | 679  |
| Quellen: Cassini und INSEE |      |      |      |      |      |      |      |      |      |

## Sehenswürdigkeiten

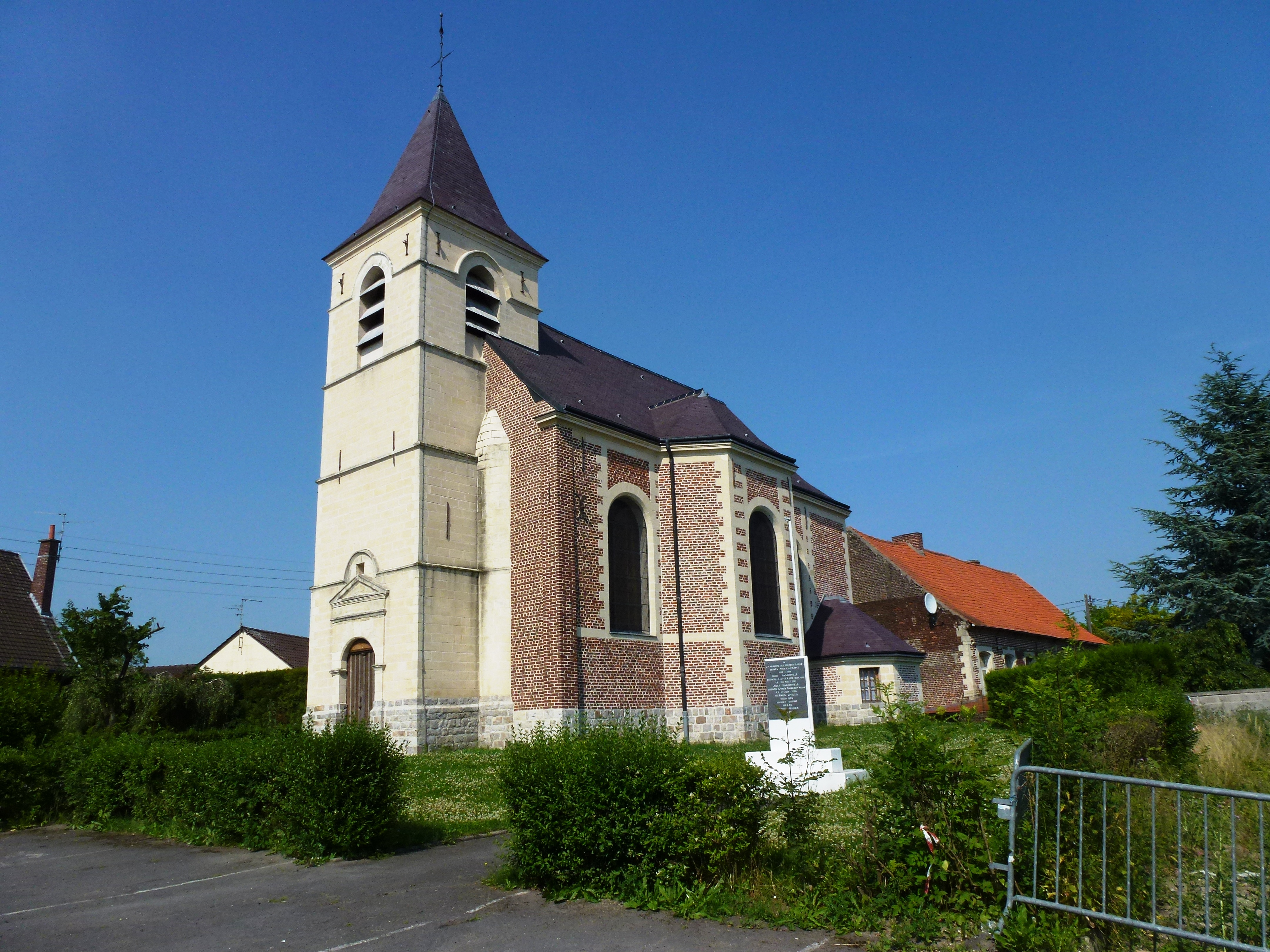
Kirche Mariä Himmelfahrt
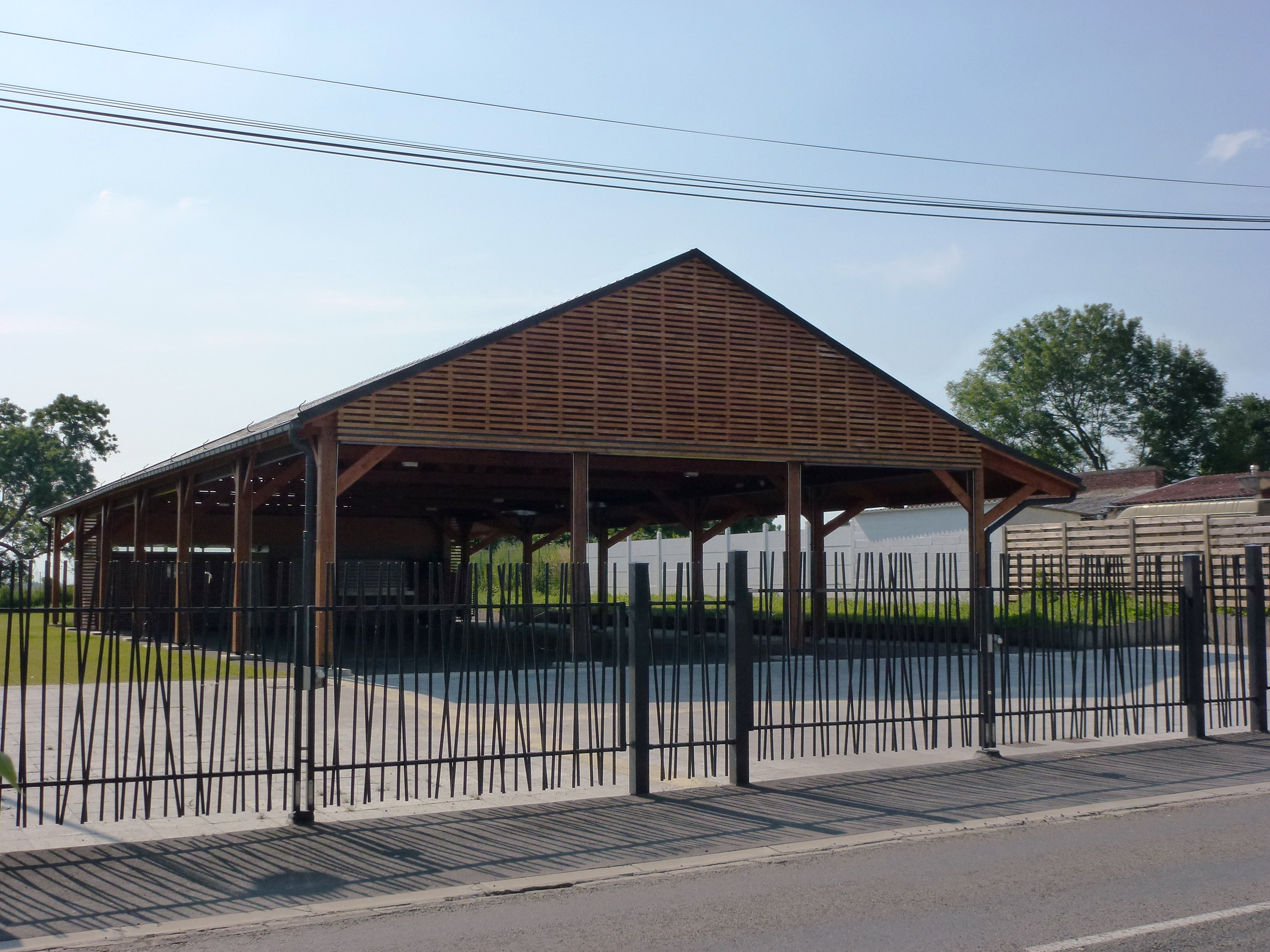
Ehemalige Markthalle

- Kirche Mariä Himmelfahrt
- Ehemalige Markthalle